# Rhopalodes castniata
Rhopalodes castniata är en fjärilsart som beskrevs av Achille Guenée 1858. Rhopalodes castniata ingår i släktet Rhopalodes och familjen mätare. Inga underarter finns listade.